# Rodeo (Dué le quartz)
Rodeo (ロデオ?, Rodeo) è il terzo album della band visual kei giapponese Dué le quartz.

## Tracce
Per un errore in fase di post-produzione, la coda del brano LILY FOR YOU è stata divisa in un'altra traccia a sé, mentre i due brani conclusivi Rumor e Rodeo sono accorpati in un'unica traccia; i titoli e gli autori riportati di seguito sono quelli delle rispettive canzoni come riportati nei crediti, ma le durate dei brani sono quelli reali del CD.
Tutti i brani sono testo di Sakito e musica di Miyabi, tranne dove indicato.

Dopo il titolo è indicata fra parentesi "()" la grafia originale del titolo, eventuali note sono riportate dopo il punto e virgola ";".
1. -0 °C (-0 °C?) - 6:32
2. LILY FOR YOU (LILY FOR YOU?) - 4:12
3. Ishi no mukuro (いしのむくろ?) - 0:39 (Sakito - Miyabi, KAZUKI)
4. Omocha shūrisha (玩具修理屋?) - 3:50
5. Rumor (Rumor?) - 5:05
6. Rodeo (ロデオ?) - 9:05

## Formazione
- Sakito (Sakito?) - voce
- Miyabi (雅〜みやび〜?) - chitarra e voce death
- Kikasa (キカサ?) - basso
- KAZUKI (KAZUKI?) - batteria